# Швасдорф
Швасдорф (њем. Schwasdorf) општина је у њемачкој савезној држави Мекленбург-Западна Померанија. Једно је од 62 општинска средишта округа Гистров. Према процјени из 2010. у општини је живјело 637 становника. Посједује регионалну шифру (AGS) 13053106.

## Географски и демографски подаци
Швасдорф се налази у савезној држави Мекленбург-Западна Померанија у округу Гистров. Општина се налази на надморској висини од 40 метара. Површина општине износи 24,3 km². У самом мјесту је, према процјени из 2010. године, живјело 637 становника. Просјечна густина становништва износи 26 становника/km².